# Carl Gottfried Klaehr
Carl Gottfried Klaehr (geboren am 12. Mai 1773 in Dresden; gestorben am 16. Mai 1842 in Meißen) war ein deutscher Lustspieldichter und Porzellanmaler.

## Leben
Nachdem er sich selbst als Porzellanmaler ausgebildet hatte, trat Klaehr 1793 in die Porzellanmanufaktur Meißen ein, deren Angestellter er bis zu seiner Pensionierung 1828 blieb.
1810 verfasste er zum 100-jährigen Gründungsjubiläum der Manufaktur das Festgedicht Die Weihe des Danks.
Daneben ist er Autor zahlreicher eher anspruchsloser Lustspiele, von denen 17 noch im Druck nachweisbar sind. Meist erschienen sie sowohl in Sammel- als auch in Einzelausgaben.
Es handelt sich um konventionelle, oft mit kleinen Musikeinlagen dargebotene Gebrauchsstücke mit den üblichen Verwechslungen, Verkleidungen und Intrigen. 

## Werke
- Dramatische Ephemeren. Meißen 1809 (enthält: Die Lotterielisten, Die Rettung und Die geliebten Feinde).
- Die Friedens-Feyern. Meißen 1810.
- Die Weihe des Danks. Gedicht. Meißen 1810.
- Neue Lustspiele. Meißen 1814 (enthält: Das Wechselrecht oder das gestohlene Manuscript und Der Patriot oder die ungewisse Hochzeit)
- Blüthen der Natur. Meißen 1815.
- Theaterspiele. Meißen 1816 (enthält: Das Wachsfiguren-Kabinett, Die Theaternoth und Die Pfirschendiebe).
- Neue Theaterspiele. Meißen 1817 (enthält: Rache, oder Wer zuletzt lacht, lacht am besten, Röschens Hochzeit und Das moderne Paradies).
- Bühnenspiele. Meißen 1819 (enthält: Der Alchymist, Das seltene Wiedersehen).
- Zwei neue Lustspiele. Meißen 1834 (enthält: Von Sieben die Häßlichste und Wachtmantel und Schlafrock).